# Acordo de Direitos Autorais da OMPI

Estados signatários até 26 de Setembro de 2022
Ratificado e em vigor
Ratificado como parte da U.E. (incluindo Reino Unido)
Ratificado, mas não ainda em vigor
Signatário, mas não ratificado

O Acordo de Direitos Autorais da Organização Mundial da Propriedade Intelectual (OMPI), abreviado como a WCT (WIPO Copyright Treaty), é um tratado internacional sobre direitos de autor firmado em 1996. Ele ampliou a abrangência dos direitos autorais como resposta aos desenvolvimentos da tecnologia da informação.[carece de fontes?]
Até maio de 2023 o WCT havia sido ratificado por 114 países, incluindo Portugal, mas não pelo Brasil.